# Záhady světa Arthura C. Clarka
Záhady světa Arthura C. Clarka (v anglickém originále Arthur C. Clarke's Mysterious World) je třináctidílný televizní seriál zabývající se nevysvětlenými jevy z celého světa. Byl vyroben společností Yorkshire Network pro britskou televizi ITV. Premiéru měl v září 1980.
Autorem námětu byl spisovatel vědeckofantastické literatury Arthur C. Clarke, jehož celoživotním koníčkem bylo shromažďování informací o nejrůznějších záhadách. A. C. Clarke také uvozuje a ukončuje každou epizodu krátkou sekvencí ze Srí Lanky, kde v té době žil. Hlavní částí pořadu v původním znění svým hlasem doprovází Gordon Honeycombe, v českém dabingu pak Renata Honzovičová, Vladimír Fišer a Jan Vágner. Autorem původní hudby je britský umělec Alan Hawkshaw. 

Seriál vyšel i v knižní podobě od autorů Johna Fairleyho a Simona Welfareho, česky pod názvem Svět tajemných sil Arthura C. Clarka.
Na tento seriál navazovaly Svět tajemných sil Arthura C. Clarka (Arthur C. Clarke's World of Strange Powers, 1985) a Další záhady světa Arthura C. Clarka (Arthur C. Clarke's Mysterious Universe, 1994).

## Seznam dílů
| Díl | Český název                 | Původní název                       | Premiéra           |
| --- | --------------------------- | ----------------------------------- | ------------------ |
| 1.  | Cesta začíná                | The Journey Begins                  | 2. září 1980       |
| 2.  | Příšery z hlubin            | Monsters of the Deep                | 9. září 1980       |
| 3.  | Zapomenuté znalosti         | Ancient Wisdom                      | 16. září 1980      |
| 4.  | Záhadný lidoop              | The Missing Apeman                  | 23. září 1980      |
| 5.  | Obři pro bohy               | Giants for the Gods                 | 30. září 1980      |
| 6.  | Jezerní příšery             | Monsters of the Lakes               | 7. října 1980      |
| 7.  | Velká sibiřská exploze      | The Great Siberian Explosion        | 14. října 1980     |
| 8.  | Kamenná hádanka             | The Riddle of the Stones            | 21. října 1980     |
| 9.  | Z čistého nebe              | Out of the Blue                     | 28. října 1980     |
| 10. | UFO                         | U.F.O.s                             | 4. listopadu 1980  |
| 11. | Draci, dinosauři a velehadi | Dragons, Dinosaurs and Giant Snakes | 11. listopadu 1980 |
| 12. | Záhadná nebesa              | Strange Skies                       | 18. listopadu 1980 |
| 13. | Clarkův kabinet kuriozit    | Clarke's Cabinet of Curiosities     | 25. listopadu 1980 |